# Dobry Las

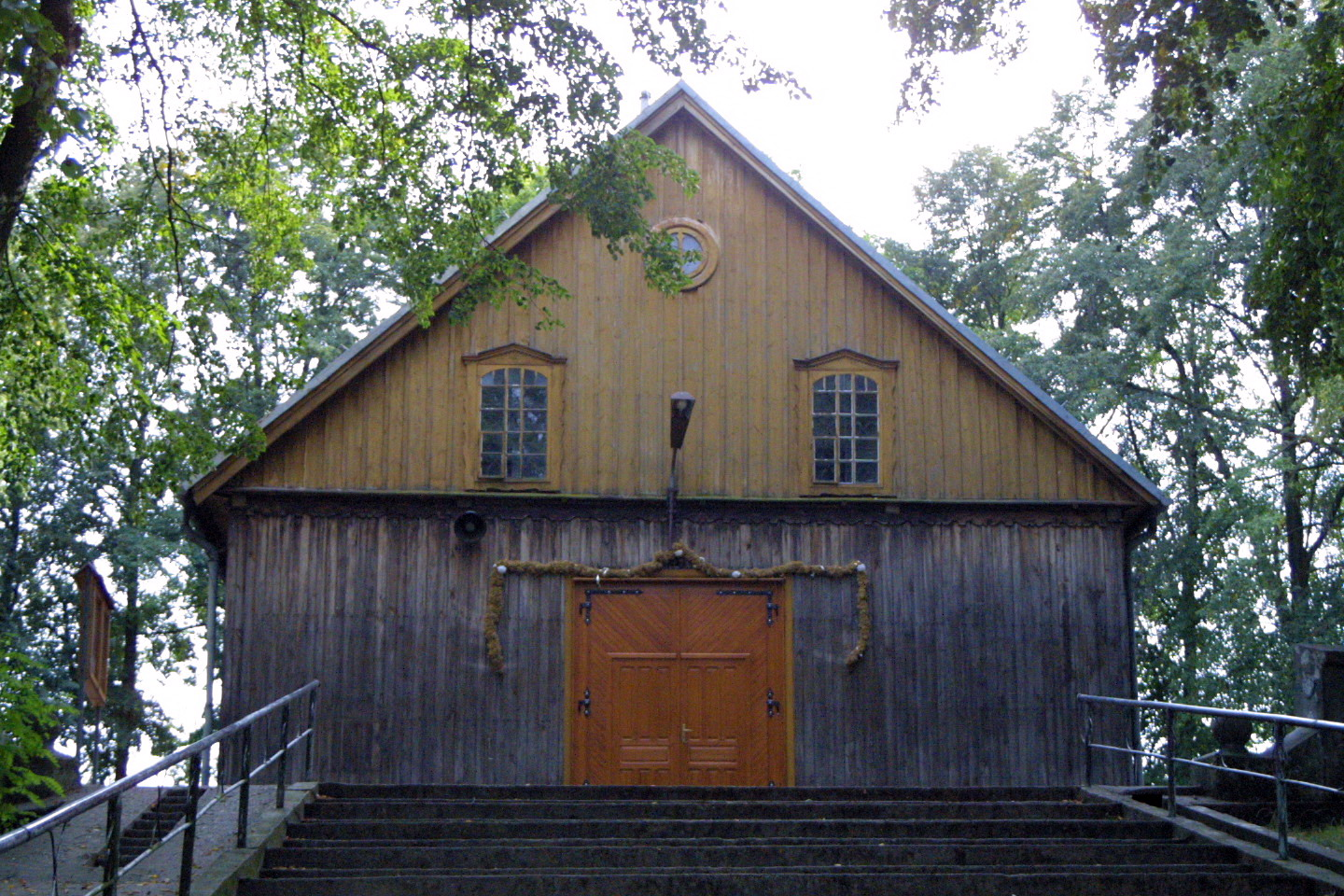
Kościół z 1919 r.

Dobry Las – wieś w Polsce, położona w województwie podlaskim, w powiecie łomżyńskim, w gminie Zbójna. Leży  nad rzeką Pisą
Wieś ma także nazwę oboczną Dobrylas.
W miejscowości znajduje się kościół, który jest siedzibą parafii Najświętszego Sakramentu. W strukturze kościoła rzymskokatolickiego parafia należy do metropolii białostockiej, diecezji łomżyńskiej, dekanatu Łomża – św. Brunona. O kurpiowskim charakterze wsi przypomina domkowa kapliczka z ludową rzeźbą św. Jana Nepomucena.

## Części wsi
| SIMC    | Nazwa      | Rodzaj    |
| ------- | ---------- | --------- |
| 0412234 | Gałki      | część wsi |
| 0412240 | Grzymały   | część wsi |
| 0412257 | Jędrzejaki | część wsi |
| 0412263 | Kąt        | część wsi |
| 0412270 | Kokoszki   | część wsi |
| 0412286 | Plony      | część wsi |
| 0412292 | Sędrowskie | część wsi |
| 0412300 | Szlaga     | część wsi |

## Historia
W latach 1921–1939 wieś leżała w województwie białostockim, w powiecie kolneńskim (od 1932 w powiecie ostrołęckim), w gminie Gawrychy.
Według Powszechnego Spisu Ludności z 1921 roku zamieszkiwało tu 760 osób, 755 było wyznania rzymskokatolickiego, a 5 mojżeszowego. Jednocześnie 759 mieszkańców zadeklarowało polską przynależność narodową, a 1 żydowską. Było tu 130 budynków mieszkalnych. Podlegała pod Sąd Grodzki w Kolnie i Okręgowy w Łomży; właściwy urząd pocztowy mieścił się w m. Zbójna.
Niedaleko wsi znajdowała się osada młyńska o tej samej nazwie. Według Powszechnego Spisu Ludności z 1921 roku zamieszkiwało tu 6 osób w 1 budynku mieszkalnym.
W 1929 pracował tu młyn i były dwa sklepy spożywcze.
W wyniku agresji Niemiec we wrześniu 1939, miejscowość znalazła się pod okupacją niemiecką. Została włączona w skład III Rzeszy.
Do 1954 r. wieś należała do gminy Gawrychy, powiat Kolno, następnie do 1968 r. należała i była siedzibą władz gromady Dobrylas, po zniesieniu tejże należała do gromady Zbójna, następnie gminy Zbójna. W latach 1975–1998 miejscowość administracyjnie należała do województwa łomżyńskiego.